# Chrysolampus sisymbrii
Chrysolampus sisymbrii är en stekelart som först beskrevs av William Harris Ashmead 1896.  Chrysolampus sisymbrii ingår i släktet Chrysolampus och familjen gropglanssteklar. Inga underarter finns listade i Catalogue of Life.